# Copella nattereri
Copella nattereri és una espècie de peix de la família dels lebiasínids i de l'ordre dels caraciformes.

## Morfologia
- Els mascles poden assolir 4,5 cm de longitud total.[1][2]

## Hàbitat
És un peix d'aigua dolça i de clima tropical (23 °C-27 °C).

## Distribució geogràfica
Es troba a Sud-amèrica: conques dels rius Amazones,  Negro i Orinoco.